# Sparta, Illinois
Sparta là một thành phố thuộc quận Randolph, tiểu bang Illinois, Hoa Kỳ. Năm 2010, dân số của thành phố này là 4302 người.

## Dân số
Dân số qua các năm:
- Năm 2000: 4486 người.
- Năm 2010: 4302 người.